# Trường ca Roland
Trường ca Roland (tiếng Pháp: La Chanson de Roland) là một anh hùng ca hư cấu dựa trên Trận Roncevaux diễn ra năm 778, giữa quân Charlemagne và người Islam.

## Bối cảnh
Trường ca Roland là tác phẩm lớn lâu đời nhất còn tồn tại của văn học Pháp. Từng là một truyện truyền khẩu hết sức phổ biến trong dân gian Pháp, ngày nay người ta sưu tập được rất nhiều dị bạn mà bản cổ nhất nằm ở thư viện Đại học Oxford có khoảng 4004 dòng thơ và được cho có niên đại khoảng giữa 1140 và 1170. Đây là văn bản cổ nhất và, cùng với Tụng ca chàng Cid của tôi (Tây Ban Nha), là một tác phẩm tiêu biểu nhất của thể loại anh hùng ca Trung Cổ (chanson de geste). Nó được chuyển thể nhiều lần thành sách truyện và phim ảnh.

## Nội dung
Charlemagne cất quân đánh người Hồi giáo ở Tây Ban Nha, thu được nhiều thắng lợi nhưng mệt mỏi trước thành lũy cuối cùng ở Zaragoza. Vua Hồi giáo Marsilla cầu hòa, hứa nộp châu báu và cải sang Kitô giáo. Charlemagne muốn đồng ý lui quân, nhưng một hiệp sĩ (trong lịch sử là một bá tước) tên là Roland kiên quyết đòi tiến đánh. Quần thần vẫn quyết định rút quân, và bàn nhau nên cử ai đi đàm phán. Roland cử bố dượng mình là Ganelon, người bực tức vì nghĩ rằng Roland đẩy mình tới chỗ chết do hai người có hiềm khích từ trước. Để trả thù, Ganelon lộ cho người Hồi giáo biết cách đánh úp quân bọc hậu của Charlemagne do Roland chỉ huy.
Giữa trận tiền, quân Roland bị bủa vây. Thuộc cấp yêu cầu ông cất tù và gọi Charlemagne trở lại, nhưng Roland từ chối và liều mạng với địch. Tuy chiến đấu dũng cảm nhưng bị áp đảo về quân số nên quân của Roland hầu như bị tuyệt diệt. Roland bấy giờ mới cất tiếng tù và, nhưng không phải để kêu cứu mà là kêu gọi Charlemagne báo thù cho mình. Ông thổi to tới mức vỡ thái dương và chết tại chỗ. Charlemagne quay lại, đánh bại quân Hồi giáo. Trong lúc đang chôn binh lính bị thương thì viện quân Hồi giáo tới, hai bên giao chiến ở Roncevaux và quân Frank đại thắng nhờ Charlemagne tự tay giết vua Hồi. Quân Frank thừa thắng chiếm Saragossa và rút quân về Aachen, thủ đô của Frank. Tại đây Charlemagne cho điều tra ra tội phản bội của Ganelon và xử tử bằng cách cho ngựa xé xác.